# 3Doodler

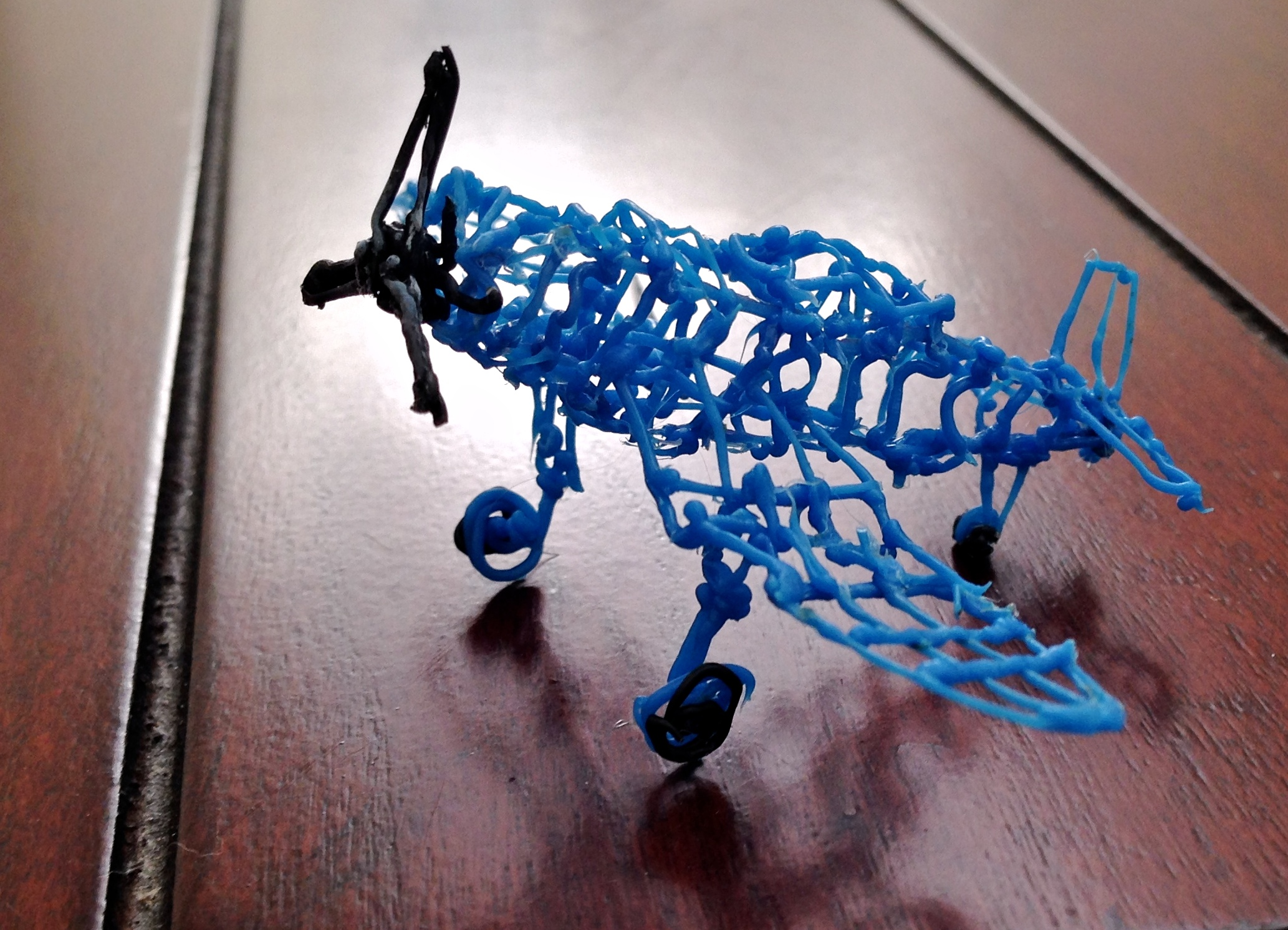
Un modèle d'un Corsair dessiné avec le 3Doodler, de face

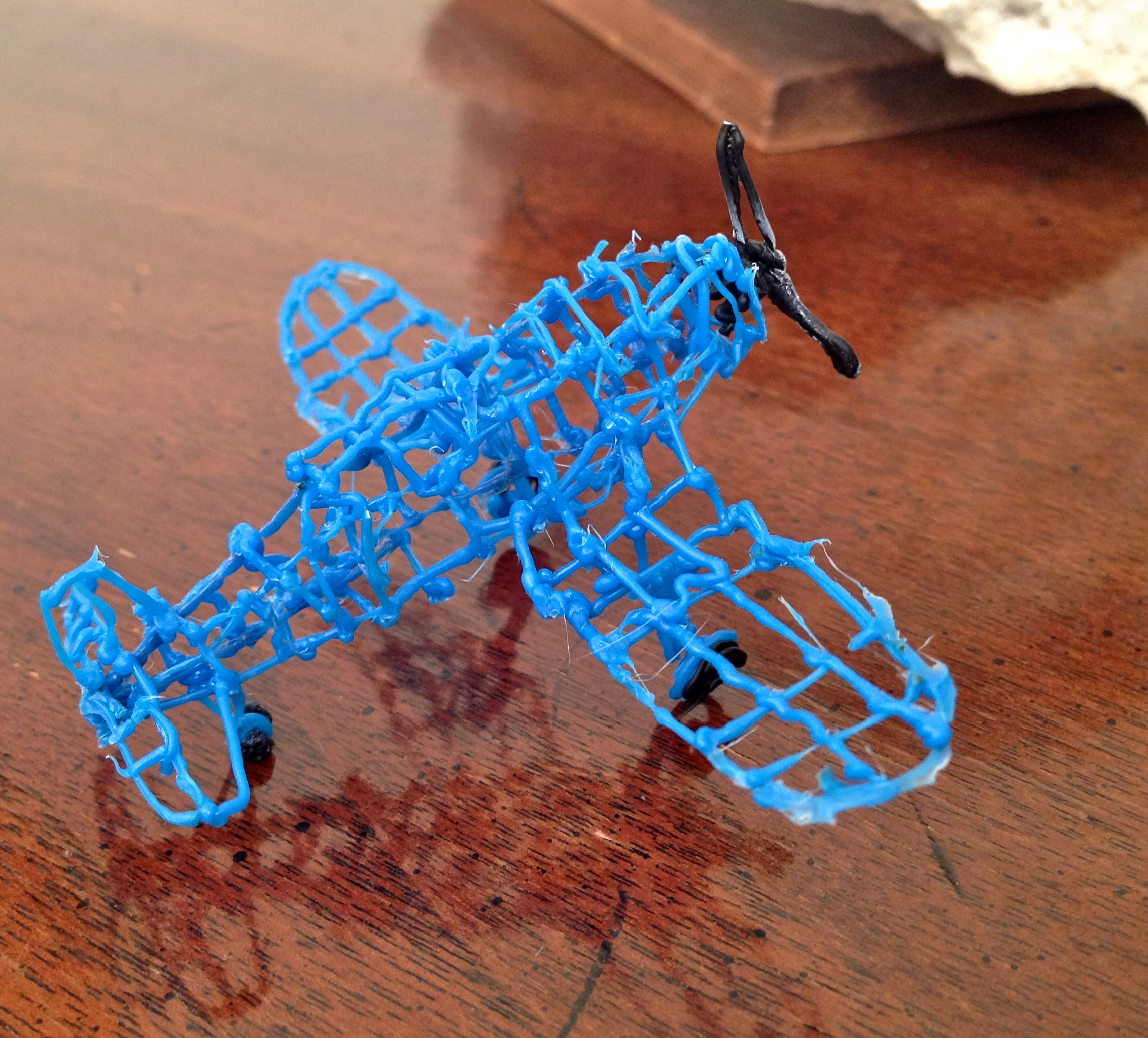
Le même modèle d'un Corsair dessiné avec le 3Doodler, de dos

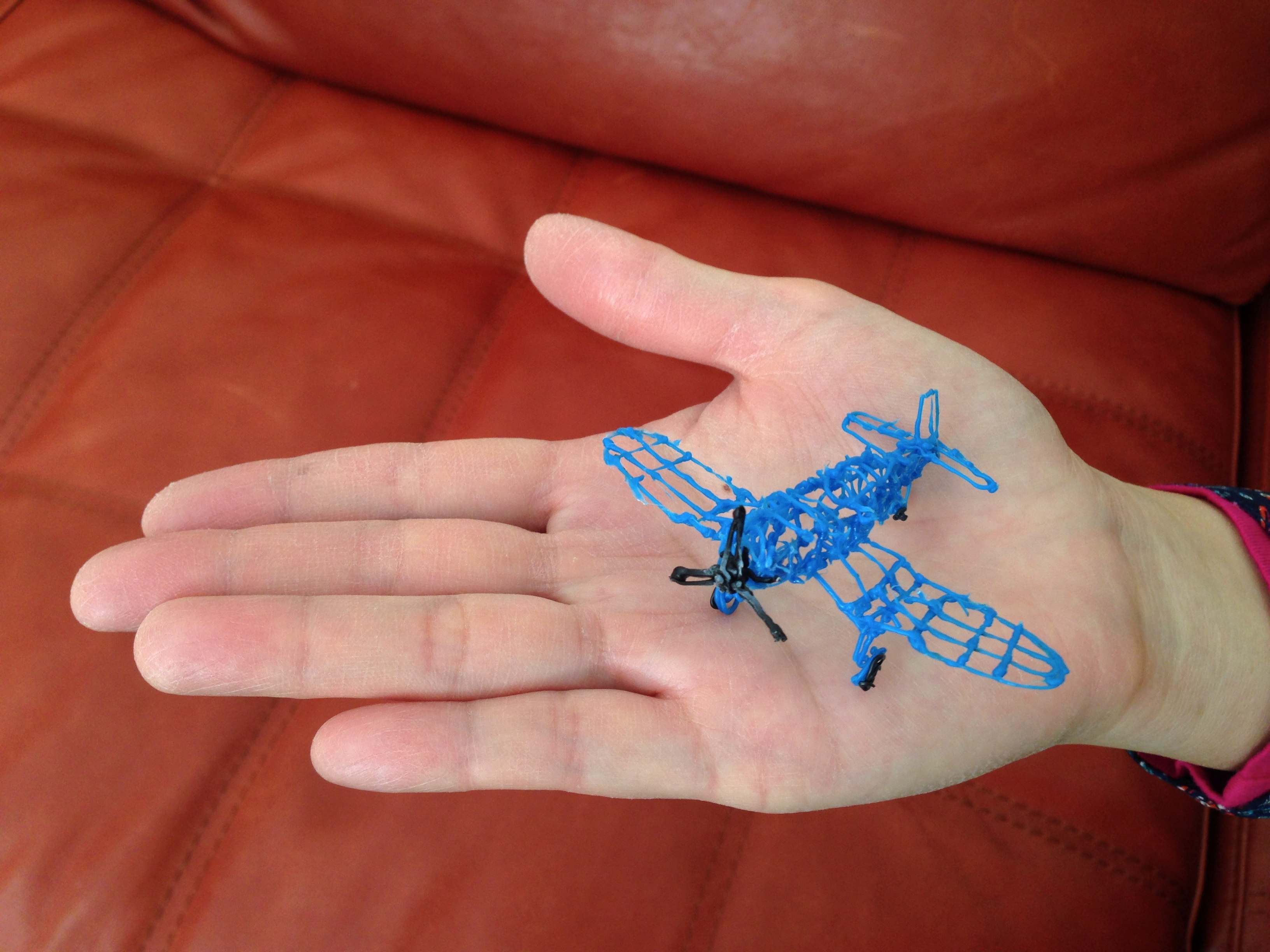
Le même modèle d'un Corsair dessiné avec le 3Doodler, sur une main pour l'échelle

Le 3Doodler est un stylo 3D développé par Peter Dilworth, Maxwell Bogue et Daniel Cowen de la société Wobbleworks, Inc. Le 3Doodler fonctionne par extraction de plastique chaud refroidissant immédiatement en une structure stable et solide, permettant la création directe d'objets en 3 dimensions. Il utilise du plastique fait d'acrylonitrile butadiène styrène ("ABS"), acide polylactique ("APL"), ou “FLEXY”, polyuréthane thermique (“PUT”) qui est fondu puis refroidi via un procédé breveté lors du mouvement du stylo, qui peut être alors utilisé pour créer des objets 3D à la main. Le 3Doodler a été décrit comme un pistolet à colle chaude utilisant de la colle thermofusible pour l'impression 3D en raison de la manière dont le plastique est extrait du stylo, un pied de plastique étant équivalent à 11 pieds de matériel fondu.

## Origines
Les inventeurs du 3Doodler (Maxwell Bogue et Peter Dilworth) ont construit le premier prototype de 3Doodler début 2012 aux "Artisans’ Asylum"  à Somerville, dans le Massachusetts. Après avoir attendu 14 heures pour un travail d'impression 3D complet, ils découvrirent que l'imprimeur avait oublié une ligne,.

## Campagne sur Kickstarter
WobbleWorks a lancé une campagne sur Kickstarter pour le projet 3Doodler le 19 février 2013 avec un fonds d'investissement initial de 30 000 $. La campagne prend fin le 25 mars 2013. Un investissement de 50 $ était le minimum nécessaire pour obtenir le produit, avec la recommandation d'investir 75 $ ou 99 $ incluant plus de recharge de plastique, et le plus haut niveau d'investissement de 10 000 $ incluant une "adhésion à la société de programme de bêta test pour les futurs produits" et l'opportunité de passer une journée entière avec les fondateurs de la société, et l'investisseur reçoit un stylo 3Doodler personnalisé. Les niveaux de récompense ont été élargis en raison de la demande, avec l'ajout de l'expédition du produit en 2014 plutôt qu'en septembre, octobre, novembre ou décembre. La société a également fait équipe avec des artistes d'Etsy pour illustrer les capacités du 3Doodler et créer des "éditions limitées d’œuvres d'art" pour la campagne de promotion,.
Le fonds d'investissement visé fut atteint en moins de quelques heures et beaucoup des récompenses prévues ont été totalement vendues au cours du premier jour, en même temps que toutes les œuvres d'art. Au 22 février, plus de 1 million de dollars avaient été promis, et le montant d'investissement définitif a finalement dépassé les 2 millions de dollars.

## 3Doodler 2.0
En janvier 2015, une version améliorée du 3Doodler fut présentée, et une nouvelle campagne d'investissement sur Kickstarter engendra plus de 1.5 million de dollars. Les mises à jour incluent une option pour changer la taille et la forme de la pointe, un design plus petit et une ventilation silencieuse.

## Communauté
La communauté d'origine sur Kickstarter a donné naissance à une communauté plus large de personnes qui partagent leurs créations en ligne.

## Créations notable
- Seashell Dress par SHIGO[11]
- RC Plane par Matthew Butchard
- Fine Art Pieces par Rachel Goldsmith[12]
- Ascot Hat par Grace Du Prez[13].
- Plastic Man par Justin Mattarocchia[14].
- Moodle par Nikki Firmin[15].
- The MoMA Design Store Windows[16].